# Pseodobiotus augusti
Pseodobiotus augusti är en djurart som tillhör fylumet trögkrypare, och som först beskrevs av J. Murray 1907.  Pseodobiotus augusti ingår i släktet Pseodobiotus, och familjen Hypsibiidae. Arten är reproducerande i Sverige.